# Pau Alabajos i Ferrer
Pau Alabajos i Ferrer   (Torrent, 1982) és un cantautor valencià que porta en actiu des de 2003, amb nou treballs discogràfics en el mercat. Actualment és secretari del Col·lectiu Ovidi Montllor (COM). Associació de Músiques del País Valencià.
A les eleccions municipals de 2015 va ser elegit regidor de l'Ajuntament de Torrent amb Compromís.

## Trajectòria
Va començar la seua carrera artística actuant als carrers de la ciutat de València, interpretant les seues cançons en el districte de Ciutat Vella, a l'ombra del Micalet. L'any 2004 va publicar el seu disc debut, Futur en venda (Cambra Rècords, 2004), que va rebre el Premi Ovidi Montllor 2006 a la millor lletra per Cançó explícita. L'any 2008 va editar el seu segon treball discogràfic, Teoria del caos (Cambra Rècords, 2008), que va ser guardonat amb el Premi Ovidi Montllor 2008 al millor disc de cançó d'autor, Premi Enderrock 2008 per votació popular al millor disc de cançó d'autor, Premi Enderrock 2008 per votació popular al millor artista de cançó d'autor i Premi Muixeranga 2009 per votació popular al millor disc del domini lingüístic. L'any 2011 va eixir a la llum Una amable, una trista, una petita pàtria (Bureo Músiques, 2011), Premi de la Fundació Gaetà Huguet a la millor producció cultural de 2011.
Pau Alabajos ha cantat les seues cançons en nombroses ciutats al llarg i ample del territori, així com en diferents escenaris internacionals: Heidelberg, Tübingen, Saarbrücken, Bochum, Colònia, Eichstätt, Frankfurt, Leipzig, Constança, Giessen i Berlín (Alemanya); Lió, Montpeller, Tolosa de Llenguadoc, Grenoble, Marsella, Rennes, Amiens, Ais de Provença i París (França); Zúric, Basilea i Lausana (Suïssa); Roma, Busalla, Bolonya, Torí, Venècia i Gènova (Itàlia); Jerusalem, Nablus i Jenin (Palestina); Lisboa (Portugal); Praga (República Txeca); Ciutat de Panamà (Panamà); Mont-real (Quebec); Nova York, Chicago, Gainesville, San Diego (Estats Units d'Amèrica), Atenes (Grècia), Ciutat de Mèxic i Guadalajara (Mèxic), Zadar (Croàcia) i Montevideo (Uruguai).
El 29 de setembre de 2012 es va celebrar al Palau de la Música de València un concert commemoratiu dels seus 10 anys de carrera musical, on el cantautor de Torrent va repassar gran part del seu repertori acompanyat per l'Orquestra Simfònica del Coral Romput, amb més de vuitanta músics damunt de l'escenari, i va comptar amb la col·laboració de Núria Cadenes, Vicent Partal, Amàlia Garrigós, Rodonors Invictes, Feliu Ventura, Cesk Freixas i Miquel Gil, que llegiren versos de Vicent Andrés Estellés. Els arranjaments simfònics van ser compostos per a l'ocasió per la violinista Laura Navarro, que ha participat activament en el projecte des del primer dia, i Francesc Gamon fou el director de l'OSCR per a la gravació del disc en directe #paualpalau (RGB Suports, 2014).
El 15 de juny de 2013 va presentar a l'auditori del Jardí Botànic de València Pau Alabajos diu Mural del País Valencià de Vicent Andrés Estellés, un llibre-disc amb catorze poemes escollits del llibre pòstum del poeta de Burjassot. En la gravació, les improvisacions del pianista Stefanos Spanopoulos i algunes peces clàssiques acompanyen les recitacions de Pau Alabajos.
Una de les musicacions que va compondre del poema XLVI de La pell de brau va ser inclosa en el CD recopilatori d'homenatge a Salvador Espriu Amb música ho escoltaries potser millor (Picap, 2013) que va capitanejar el músic i productor Toni Xuclà amb motiu del centenari naixement del poeta, dramaturg i novel·lista català.
El seu penúltim disc es titula L'amor i la ferocitat (Bureo Músiques, 2016) i va ser enregistrat i masteritzat íntegrament als estudis Alex The Great de Nashville (Tennessee, EUA), amb la producció artística del productor nord-americà Brad Jones. El CD conté una versió de la cançó "M'aclame a tu" d'Ovidi Montllor i dues musicacions dels poemes "La pell de brau. XLVI" de Salvador Espriu i "Sóller" de Bartomeu Rosselló-Pòrcel.
El 2018 publica Ciutat a cau d'orella (Bureo Músiques, 2018), una adaptació musicada dels poemes més coneguts de Vicent Andrés Estellés, com "Saló", "Els amants", "Sonata d'Isabel" o "Coral romput".
A més a més, ostenta el càrrec de secretari del Col·lectiu Ovidi Montllor, una associació cívica que vetlla pels interessos dels compositors i intèrprets valencians. També ha participat en taules redones, jornades i conferències sobre cançó d'autor i sobre altres temes culturals, polítics i socials. Paral·lelament, ha col·laborat amb diferents diaris i revistes (L'Accent, L'Avanç, L'Informatiu, El Temps, Levante-EMV, El País, VilaWeb) escrivint eventualment articles d'opinió sobre qüestions diverses. L'any 2013 es va llicenciar en filologia catalana per la Universitat de València.
El 2017 la Federación Católica de Asociaciones de Padres de Alumnos de Valencia (FCAPA) va demanar a la Inspecció General d'Educació valenciana que es retiraren les cançons de les escoles.
El 16 de novembre de 2019 Pau Alabajos va ser guardonat amb el XLV Premi de Teatre Ciutat d'Alcoi 2019 en una cerimònia que va tindre lloc al Teatre Calderón: el jurat del certamen va decidir per unanimitat atorgar el premi a la seua opera prima, Hotel Fontana, un projecte de teatre documental que tracta sobre la guerra dels Balcans i, més concretament, sobre la massacre de Srebrenica.
El 14 de febrer de 2020, publicà el seu vuitè treball discogràfic, Les hores mortes, una referència a un dels tres poemes del llibre Estimada Marta, de Miquel Martí i Pol, que musicà en aquesta nova aventura. L'àlbum, format per diverses adaptacions literàries com el poema «No passareu» d'Apel·les Mestres, o el manifest en vers «Vuit de Març», de la ponentina Maria-Mercè Marçal (per al qual comptà al disc amb la col·laboració especial de les artistes Gemma Humet, Marta Rius i Meritxell Gené), es completa amb un grapat de cançons d'amor i de guerra, temes inèdits escrits i compostos íntegrament pel cantant. Amb lletres viscerals i melodies incisives amb una guarnició instrumental de luxe, produïdes als estudis de Santos & Fluren, l'àlbum convida a la reflexió sobre les hores mortes que, al final, s'acaben esmunyint entre els nostres dits com un fil de sorra.
Coincidint amb el centenari del naixement de Vicent Andrés Estellés, Pau Alabajos va publicar l'any 2024 un EP amb quatre adaptacions musicals de poemes del Fill del forner amb el títol "Una granota viva a la butxaca" (RGB Suports 2024) que nodriren el repertori de l'espectacle-homenatge "La paraula viva i amarga" que es va exhibir en més d'un centenar de teatres i auditoris. Així mateix, va publicar en l'editorial Sembra Llibres la biografia "Vicent Andrés Estellés. La veu d'un poble" i va produir l'espectacle teatral amb música en directe "Arbres de pols", que es va estrenar el 10 de març de 2024 al Teatre Principal de València.

## Discografia
- Futur en venda (Cambra Rècords, 2004)
- Teoria del caos (Cambra Rècords, 2008)
- Una amable, una trista, una petita pàtria (Bureo Músiques, 2011)
- Cesk Freixas i Pau Alabajos - Concert especial Barnasants 2012 (Barnasants, 2012)
- Pau Alabajos diu Mural del País Valencià de Vicent Andrés Estellés (Bureo Músiques, 2013)
- #Paualpalau (RGB Suports, 2014)
- L'amor i la ferocitat (Bureo Músiques, 2016)
- Ciutat a cau d'orella (Bureo Músiques, 2018)
- Les hores mortes (RGB Suports, 2020)[19]
- Una granota viva a la butxaca (RGB Suports, 2024)

## Premis

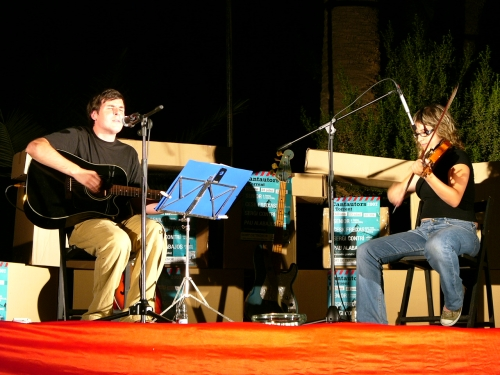
Pau Alabajos actuant l'any 2007

- 2006: Premi Ovidi a la millor lletra per "Cançó explícita"
- 2008: Premi Ovidi al millor disc de cançó d'autor "Teoria del Caos"
- 2008: Premi Enderrock al millor disc de cançó d'autor "Teoria del Caos"
- 2008: Premi Enderrock al millor artista de cançó d'autor
- 2009: Premi Muixeranga 2009 per Votació Popular al Millor Disc del Domini Lingüístic per "Teoria del caos"
- 2010: Premi Sobirania i República, per la seua tasca de difusió internacional de la cultura i de la llengua catalanes
- 2011: Premi Fundació Gaetà Huguet a la millor producció cultural de 2011, per "Una amable, una trista, una petita pàtria" i finalista dels Premis Ovidi en les categories de Millor Disc de Cançó d'Autor per "Una amable, una trista, una petita pàtria", Millor Cançó per "Inventari" i Millor Disseny per "Una amable, una trista, una petita pàtria" il·lustrat per Paula Bonet.
- 2016: Premi Ovidi al millor Disseny pel disc "L'amor i la ferocitat" il·lustrat per Alba López Soler i finalista en les categories de Millor Disc de Cançó d'Autor pel disc "L'amor i la ferocitat", Millor Producció Artística i Arranjaments per la gravació del mateix disc sota les ordres de Brad Jones a l'estudi Alex the Great (Nashville) i Millor Videoclip per la realització audiovisual de Pau Berga i Tubal Perales de la cançó "La transició modèlica i la mare que m'ha parit".
- 2019: XLV Premi de Teatre Ciutat d'Alcoi 2019 pel text dramàtic Hotel Fontana.
- 2020 Premi Ovidi a la Millor Cançó per Kintsugi
- 2021 XXXI Premi de la Crítica dels Escriptors Valencians pel text teatral Hotel Fontana.

## Galeria
- Entrevista a Pau Alabajos de la revista Tres Deu
- Entrevista a Pau Alabajos del col·lectiu Melderomer